# Devil in the Grove: Thurgood Marshall, the Groveland Boys, and the Dawn of a New America
Devil in the Grove: Thurgood Marshall, the Groveland Boys, and the Dawn of a New America ist ein 2012 veröffentlichtes Sachbuch (ISBN 978-0-0617-9228-1) des US-amerikanischen Schriftstellers Gilbert King, das im Jahr 2013 mit dem Pulitzer-Preis ausgezeichnet wurde. Es thematisiert die Verteidigung der sogenannten Groveland Four, vier afroamerikanischen Männern, die 1949 in Lake County (Florida) fälschlich der Vergewaltigung einer weißen Frau angeklagt wurden. Verteidigt wurden sie durch Thurgood Marshall, einen der einflussreichsten afroamerikanischen Juristen der USA, der heute vor allem wegen seiner Zivilrechtsklagen gegen Rassismus in Erinnerung ist.
Devil in the Grove wurde von so unterschiedlichen Zeitungen wie dem Christian Science Monitor und dem Boston Globe unter die besten Bücher des Jahres 2012 gewählt. Das Pulitzer-Preis-Komitee bezeichnete das Buch als eine detaillierte Chronik rassistischen Unrechts. Thomas Friedman von The New York Times bezeichnete es als eine Pflichtlektüre, die so spannend sei, dass man sie nicht mehr aus der Hand legen könne. Devil in the Grove wurde darüber hinaus für den Dayton Literary Peace Prize und den Chautauqua Prize nominiert und erhielt einen Edgar Award für die beste Schilderung eines realen Kriminalfalls. Lions Gate Entertainment hat darüber hinaus die Filmrechte an dem Buch erworben.

## Inhalt
1949 beruhte Floridas Wohlstand vor allem auf dem Anbau von Zitrusfrüchten. Plantagenbesitzer profitierten dabei davon, dass schwarze Arbeiter auf Basis der Jim-Crow-Gesetze (auch Black Codes genannt) keine Gehaltserhöhungen durchsetzen konnten und ihr Wechsel von Arbeitsstellen erheblich erschwert war. Großen Anteil an der Durchsetzung der Jim-Crow-Gesetze, die bis zum Civil Rights Act of 1964 die Rassentrennung zementierte, hatte Willis V. McCall, ein für seine Gewalttätigkeit und seinen Rassismus bekannter Sheriff im Lake County. Als eine weiße 17-jährige Frau aus Groveland behauptete, vergewaltigt worden zu sein, wurden von McCall weitgehend willkürlich vier junge schwarze Männer der Tat beschuldigte. Ernest Thomas, einer der Beschuldigten, wurde bereits während seiner Gefangennahme erschossen. Der Ku-Klux-Klan, ein rassistischer Geheimbund, reagierte sehr schnell auf den angeblichen Vorfall und brannte unter anderem in einem Rachefeldzug Häuser, die von Schwarzen bewohnt wurden, nieder und sorgte durch sein brutales Vorgehen dafür, dass hunderte von Schwarzen in den Sümpfen des Landkreises Schutz suchten, um Vergeltungsmaßnahmen durch den Geheimbund zu entgehen.
Auf Grund der relativ eindeutigen Hinweise, dass die vier Männer zu Unrecht verhaftet worden waren, entschied sich Thurgood Marshall ihre Verteidigung zu übernehmen. Der in New York City lebende Thurgood Marshall, der 1967 – knapp 20 Jahre nach dem in Devil in the Grove beschriebenen Vorfall – zum ersten afroamerikanischen Richter am Obersten Gerichtshof der Vereinigten Staaten ernannt wurde, arbeitete 1949 für die Bürgerrechtsbewegung NAACP. Seine Kollegen empfanden seine Entscheidung als problematisch, da seine Arbeit für die Bürgerrechtsbewegung als wesentlich galt. Die NAACP konzentrierte sich in ihrer Arbeit auf Rechtsfälle, mit denen der „separate but equal“-Grundsatz angegriffen werden konnte. Nach diesem 1896 vom Obersten Gerichtshof festgelegten Grundsatz war Rassentrennung dann zulässig, wenn die den Weißen und Schwarzen zustehenden Einrichtungen gleichwertig waren. Strafrechtsfälle wie die Verteidigung der vier jungen Männer passten grundsätzlich nicht zu dieser Strategie. Marshall hielt aber an seiner Entscheidung, sich in diesen Fall einzumischen, fest, obwohl einer seiner Kollegen vom NAACP in Zusammenhang mit diesem Fall ermordet und auch er selbst mit dem Leben bedroht wurde.
Im ersten Gerichtsprozess wurden zwei der überlebenden Angeklagten zum Tode verurteilt, der dritte Angeklagte wurde zu lebenslanger Haft verurteilt. 1951 gelang es Thurgood Marshall, dieses Urteil vom Obersten Gerichtshof aufheben zu lassen, weil Verfahrensfehler vorlagen. So hatte eine ausschließlich weiße Jury über die Angeklagten geurteilt. Auf dem Rücktransport der beiden zum Tode Verurteilten wurden einer von ihnen während eines angeblichen (und heute weitgehend bezweifelten Fluchtversuchs) durch Sheriff Willis V. McCall erschossen, der zweite schwer verletzt. Thurgood Marshall konnte zwar eine erneute Verurteilung nicht verhindern. Das Todesurteil wurde jedoch bereits 1955 in lebenslange Haft umgewandelt und Walter Irvin, als letzter Überlebender der Groveland Four, 1968 begnadigt.
Gilbert King griff bei seinen Recherchen auf bislang nicht veröffentlichte Unterlagen des FBI und des NAACP zurück. Sie verdeutlichen unter anderem, dass dem FBI klar war, dass die Geständnisse der Angeklagten unter Folter erzwungen wurden, dass es aber aus unterschiedlichen Gründen am Willen mangelte, die Verantwortlichen im Lake County dafür zur Rechenschaft zu ziehen. Er belegt auch eindeutig die von Rassismus aufgeheizte Atmosphäre während der Gerichtsprozesse, von der alle bedroht waren, die an der Schuld der Groveland Four zweifelten.